# David Kaye
David Kaye, pseudonimo di David V. Hope (Peterborough, 14 ottobre 1964), è un doppiatore canadese.
È noto soprattutto per aver doppiato Clank nella serie di videogiochi Ratchet & Clank e nell'omonimo film dedicatogli.

## Biografia
Ha frequentato la New York Academy of Dramatic Arts ed ha quindi recitato in commedie come Chi ha paura di Virginia Woolf? e Jack simpatica canaglia!!. Kaye ha iniziato a doppiare nel 1989. È apparso anche in numerose serie televisive come X-Files e Battlestar Galactica, perlopiù in piccoli ruoli.
La sua carriera come attore-doppiatore inizia, secondo alcune interviste da lui rilasciate, quando Kaye lavorò in uno zoo come speaker, leggendo gli annunci all'altoparlante; negli anni 90 diventa noto presso il pubblico americano nel ruolo di Megatron nelle serie animate Beast Wars e Beast Machines, dal 1996 al 2000; Kaye riprenderà lo stesso ruolo in Transformers: Armada, Transformers: Energon e Transformers: Cybertron, dal 2002 al 2006; in seguito darà la voce ad Optimus Prime in Transformers: Animated. Altri suoi lavori includono il personaggio di Charles Xavier in X-Men: Evolution, Visione in Avengers - I più potenti eroi della Terra e Avengers Assemble, il drago Hugo in Barbie Raperonzolo e la presentazione della sigla di G.I. Joe: Renegades.

## Filmografia parziale

### Televisione
- In a Class of His Own, regia di Robert Munic – film TV (1999)

## Doppiaggio
- Ratchet & Clank, regia di Kevin Munroe (2016) - voce
- Avengers Assemble - Visione
- Avengers - I più potenti eroi della Terra - Visione
- Barbie e le tre moschettiere
- Barbie Raperonzolo
- Barbie Mariposa e la principessa delle fate
- Be Cool, Scooby-Doo!
- Beast Wars – Megatron
- Beast Machines – Megatron
- Ben 10
- Broken Saints
- Capertown Cops
- Class of the Titans
- Coconut Fred's Fruit Salad Island
- Dan Vs.
- DC Nation Shorts:Shazam
- DC Nation Shorts: Tales of Metropolis
- Electric City
- Eternals - Arishem il Celestiale
- Exosquad
- I Fantastici Quattro
- G.I. Joe: Renegades – Narratore (non accreditato), Patrick O'Hara
- Gadget e Gadgettini
- Generator Rex
- GeoTrax
- Guardiani della Galassia
- Hot Wheels AcceleRacers
- Hot Wheels: Battle Force 5
- Iron Man & Captain America: Heroes United
- Iron Man & Hulk: Heroes United
- Kingdom Hearts III
- Nickelodeon All-Star Brawl – Powdered Toast Man
- Transformers Animated – Optimus Prime, Lugnut, Grimlock, Sparkplug, Cliffjumper, Highbrow, Warpath, varie
- Transformers: Armada – Megatron
- Transformers: Cybertron – Megatron
- Transformers: Energon – Megatron
- Transformers: Prime – Hardshell
- Xiaolin Chronicles – Clay Bailey

## Doppiatori italiani
Nelle versioni in italiano delle opere in cui ha recitato, David Kaye è doppiato da:
- Emilio Bonucci in X-Files (ep. 2x08)
- Nino D'Agata in X-Files (ep. 3x16)
- Fabrizio De Flaviis in La rapina
- Valerio Sacco in Class of the Titans
- Mauro Gravina in Battlestar Galactica

Da doppiatore è sostituito da:
- Aldo Stella in Ratchet & Clank (2002), Ratchet & Clank 2: Fuoco a volontà, Ratchet & Clank 3, Ratchet: Gladiator, Ratchet & Clank: Armi di distruzione, Ratchet & Clank: L'altezza non conta, Ratchet & Clank: Alla ricerca del tesoro, Secret Agent Clank, Ratchet & Clank: A spasso nel tempo, Ratchet & Clank: Tutti per uno, PlayStation Move Heroes, PlayStation All-Stars Battle Royale, Ratchet & Clank: QForce, Ratchet & Clank: Nexus, Ratchet & Clank (2016), Ratchet & Clank: Rift Apart
- Giorgio Locuratolo in Transformers: Armada, Transformers: Energon, Transformers: Cybertron
- Emilio Mauro Barchiesi in Scooby-Doo! e il mostro marino, Farzar
- Vittorio Di Prima in Barbie Raperonzolo
- Massimiliano Lotti in X-Men Evolution
- Matteo Zanotti in Resistance: Fall of Men
- Giacomo Zito in Resistance 2
- Tony Fuochi in Beast Wars
- Raffaele Uzzi in DuckTales
- Dario Oppido in Eternals
- Marco Balzarotti in Transformers Animated (Optimus Prime)
- Pietro Ubaldi in Transformers Animated (Lugnut)
- Mario Zucca in Transformers Animated (Grimlock)
- Raffaele Palmieri in Psych
- Oreste Baldini in Digman
- Mattia Fabiano in Pfffirati
- Toni Orlandi in Ben 10
- Davide Lepore in Up
- Stefano Albertini in Transformers: Prime
- Vladimiro Conti in Scooby-Doo! e il fantasma rosso
- Gianluca Iacono in He-Man and the Masters of the Universe
- Pino Insegno in Trolls - La festa continua!
- Gianluca Crisafi in Siren